# Hermanas asisianas de María Inmaculada
La Congregación de Hermanas Asisianas de María Inmaculada (oficialmente en inglés: Congregation of the Assisi Sisters of Mary Immaculate) es una congregación religiosa católica oriental femenina, de rito siro malabar, de vida apostólica y de derecho pontificio, fundada por el sacerdote indio Joseph Thomas Kandathil, en Cherthala, el 2 de abril de 1942. A las religiosas de este instituto se les conoce como hermanas asisianas y posponen a sus nombres las siglas A.S.M.I.

## Historia
El sacerdote católico indio Joseph Thomas Kandathil fundó la Congregación de Hermanas Asisianas de María Inmaculada el 2 de abril de 1942, en la localidad de Cherthala, diócesis de Ernakulam (Kerala-India), con el fin de fundar y atender leprosarios, hospitales generales, orfanatos y otras obras de caridad. El instituto recibió la aprobación diocesana el 2 de abril de 1949, fue agregado a la Orden de los Hermanos Menores Capuchinos en 1956 y, finalmente, aprobado por la Santa Sede el 28 de abril de 1986. La congregación se expandió rápidamente por la India.

## Organización
La Congregación de Hermanas Asisianas de María Inmaculada es un instituto religioso de derecho pontificio centralizado, cuyo gobierno recae en la superiora general, a la que los miembros del instituto llaman Madre general. A ella, le coadyuva su consejo, elegido para un periodo de seis años. En la actualidad cuenta con dos provincias y tres regiones administrativas. La sede central se encuentra en Cherthala.
El instituto es miembro de la Familia Capuchina, su espiritualidad es netamente franciscana y sus miembros se dedican a las obras de la caridad en medio de los más necesitados. Las religiosas atienden, fieles a su carisma fundacional, leprosarios, centros médicos y orfanatos, entre otras actividades. En 2015, la congregación contaba con unas 745 religiosas y 103 comunidades, presentes en África, Alemania, India e Italia.